# 눈다랑어
눈다랑어(Thunnus Obesus)는 고등어목 고등어과에 속하는 어류이다. 다랑어속의 일종이며 몸 길이는 보통 1.8m이나 최대 2.3m인 경우도 있으며 몸무게는 평균 120kg가 나가는 거대 어류이다.

## 특징과 먹이 활동
눈다랑어는 다랑어속 중에서 유난히 눈의 크기가 크기에 눈다랑어라는 이름이 붙었다. 눈은 머리 앞쪽에 위치하고 있으며 이빨은 위와 아래로 촘촘히 나 있으며 이빨이 날카로운 편이다. 양턱의 이빨이 강하고 날카로운게 특징이며 제1등지느러미에서 꼬리지느러미까지의 기저가 가장 가늘다. 또한 가슴지느러미는 상당히 길어 제2등지느러미 기부에 위와 아래로 용돌돌기가 있으며 제2등지느러미와 뒷지르러미의 뒤쪽에 각각 8개의 토막지느러미가 있는게 눈다랑어의 특징이다. 먹이로는 어류, 갑각류, 오징어류를 주로 먹는 포식성 어류이다.

## 산란기와 서식지
눈다랑어의 산란기는 동부태평양에선 연중 산란하나 북반구에선 4 ~ 9월, 남반구에선 1 ~ 3월이 주 산란기이다. 성어는 1년에 2회 산란하며 290 ~ 630만 개의 알을 산란한다. 몸 길이가 1.2m가 됐을 때부터 산란이 가능하며 산란수는 300 ~ 600만개로 여러번 산란한다. 서식지는 태평양, 대서양, 인도양의 온대 및 열대 해역에 널리 분포하고 수심 0 ~ 250m의 표해수층에 주로 서식한다. 서식 수온대는 13 ~ 29 °C이다.
1. ↑  Collette, B.; Acero, A.; Amorim, A.F.;  외. (2011). “Thunnus obesus”. 《The IUCN Red List of Threatened Species》 2011: e.T21859A9329255. doi:10.2305/IUCN.UK.2011-2.RLTS.T21859A9329255.en.